# LGBT práva v Rovníkové Guineji

Duhová mapa Rovníkové Guineje

Lesby, gayové, bisexuálové a transsexuálové (LGBT) se v Rovníkové Guineji mohou setkávat s právnimi komplikacemi neznámými pro ostatní obyvatelstvo. Mužská i ženská stejnopohlavní aktivita je zde legální, ale domácnosti tvořené stejnopohlavními páry nemají rovný přístup ke stejným právním institutům jako různopohlavní páry.

## Zákony týkající se stejnopohlavní aktivity
Stejnopohlavní sexuální styk je v Rovníkové Guineji legální.

## Stejnopohlavní soužití
Stejnopohlavní páry žijící spolu ve společné domácnosti nemají žádný právní status.

## Ochrana před diskriminací
V zemi neplatí žádná antidiskriminační legislativa chránící osoby jiné sexuální orientace nebo genderová identity.

## Shrnutí
Zpráva Ministerstva zahraničí Spojených států amerických, oddělení lidských práv, z r. 2010:
| „ | V Rovníkové Guineji neexistují žádné zákony, které by jakkoliv stavěly homosexuály mimo zákon. Nicméně sociální stigma a diskriminace gayů a leseb je v zemi velmi rozšířená s mírnou podporou vlády. | “ |

## Životní podmínky
| Legální stejnopohlavní styk                                          | (Nikdy nebyl trestán) |
| Stejný věk legální způsobilosti k pohlavnímu styku pro obě orientace | (1931)                |
| Anti-diskriminační legislativa ohledně projevů nenávisti a násilí    | No                    |
| Anti-diskriminační zákony v zaměstnání                               | No                    |
| Anti-diskriminační zákony v přístupu ke zboží a službám              | No                    |
| Stejnopohlavní manželství                                            | No                    |
| Jiná forma stejnopohlavního soužití                                  | No                    |
| Adopce dítěte partnera                                               | No                    |
| Společná adopce stejnopohlavními páry                                | No                    |
| Gayové a lesby mohou otevřeně sloužit v armádě                       |                       |
| Možnost změny pohlaví                                                |                       |
| Přístup k umělému oplodnění pro lesbické ženy                        | No                    |
| Náhradní mateřství pro gay páry                                      | No                    |